# アンシュルス

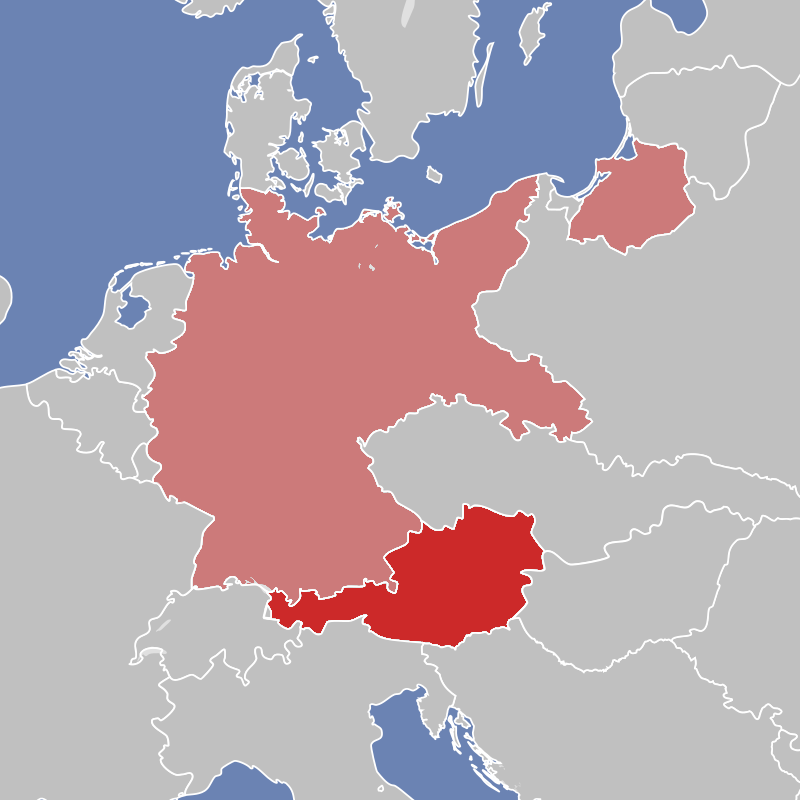
当時のドイツとオーストリアの位置

アンシュルス（独: Anschluß; Der Anschluss Österreichs an das Deutsche Reich）は、1938年3月12日にドイツ国がオーストリアを併合した出来事を指す語で、日本語では独墺合邦（どくおうがっぽう）、オーストリア併合（オーストリアへいごう）等と訳される。本来の「アンシュルス」「Anschluß（1996年ドイツ語正書法改革以降の表記：Anschluss）」は「接続・連結」を意味するドイツ語の普通名詞であったが、ナチスの言語の影響から固有名詞化したドイツ語や他の言語においては1938年のドイツによるオーストリア併合を指すようになった。
ドイツとオーストリアを合邦する政治構想は、第一次世界大戦敗北にともなうオーストリア＝ハンガリー帝国の崩壊直後から登場していた。だが、周辺諸国からの圧力によって1920年代には合邦構想が進展せず、1930年代にナチス党が実施した対外・対内政策の結果として実現した。そのため、第二次世界大戦が勃発するとアンシュルスの政治的正統性は連合国から否定され、連合国軍のオーストリア占領と共にアンシュルスは終焉を迎えた。

## 大ドイツ主義と小ドイツ主義

ドイツ連邦構成国
_{連邦構成国のうち、プロイセン王国はプロイセンとポーゼン州、オーストリア帝国はハンガリー王国が連邦の域外となっていた。}

神聖ローマ帝国が統一国家としての実権を失った三十年戦争以後、ドイツ語圏は主権国家化した領邦と帝国自由都市によって分裂し、ドイツ民族の統一した「ドイツ国家」の復活は多くのドイツ人の悲願であった。しかし、大きな内部的な課題が存在していた。三十年戦争後、神聖ローマ帝国には皇室であるハプスブルク家が治めるオーストリアと、新興勢力のホーエンツォレルン家が治めるプロイセンという2つの大国が並立し、いずれも自国によるドイツ統一を望んでいた。帝国は第三次対仏大同盟中のライン同盟離脱によって解体されたが、ウィーン議定書に基づいてオーストリア帝国が主導するドイツ連邦が新たに結成された。ただし、ドイツ連邦はあくまでも複数の主権国家の連合体であった上、オーストリアの領土にはハンガリー人やスラブ民族などが多く居住しており、異民族が存在したのでは本当の意味での国民国家が成り立たないとの意見もあった。
国民国家としてのドイツ統一は、1848年革命によってドイツ民族のナショナリズムが高揚する中、憲法制定を通じた自由主義的なドイツ統一を図るフランクフルト国民議会において、初めて具体的な実現方法を討議された。だが議会では、多民族国家であるオーストリアを排除した統一国家をとりあえずつくるべきだという「小ドイツ主義」と、オーストリアを含めた全ドイツ語圏の国家統一を目指す「大ドイツ主義」が対立し、自由主義への反動や各領邦の利害対立も相まって、統一に関する実行可能な合意を得ることができなかった。その後、ドイツ連邦内でいち早く強国となったプロイセンは、自らが完全に主導権を掌握できる「小ドイツ主義」での統一策を推進し、1866年の普墺戦争でオーストリアに勝利するとドイツ連邦を解体して新たに自らを盟主とする北ドイツ連邦を新設した他、バイエルン王国等のドイツ南部諸国と同盟関係を結んだ。そして1871年の普仏戦争でプロイセンがフランスに勝利すると、ヨーロッパ大陸で軍事的にプロイセンに対抗できる国が存在しなくなった。この結果、同年中にプロイセン国王はドイツ皇帝となり、オーストリアを除く統一国家ドイツ帝国（ドイツ国）が誕生した。

## ジュネーブ議定書とドイツ系オーストリア

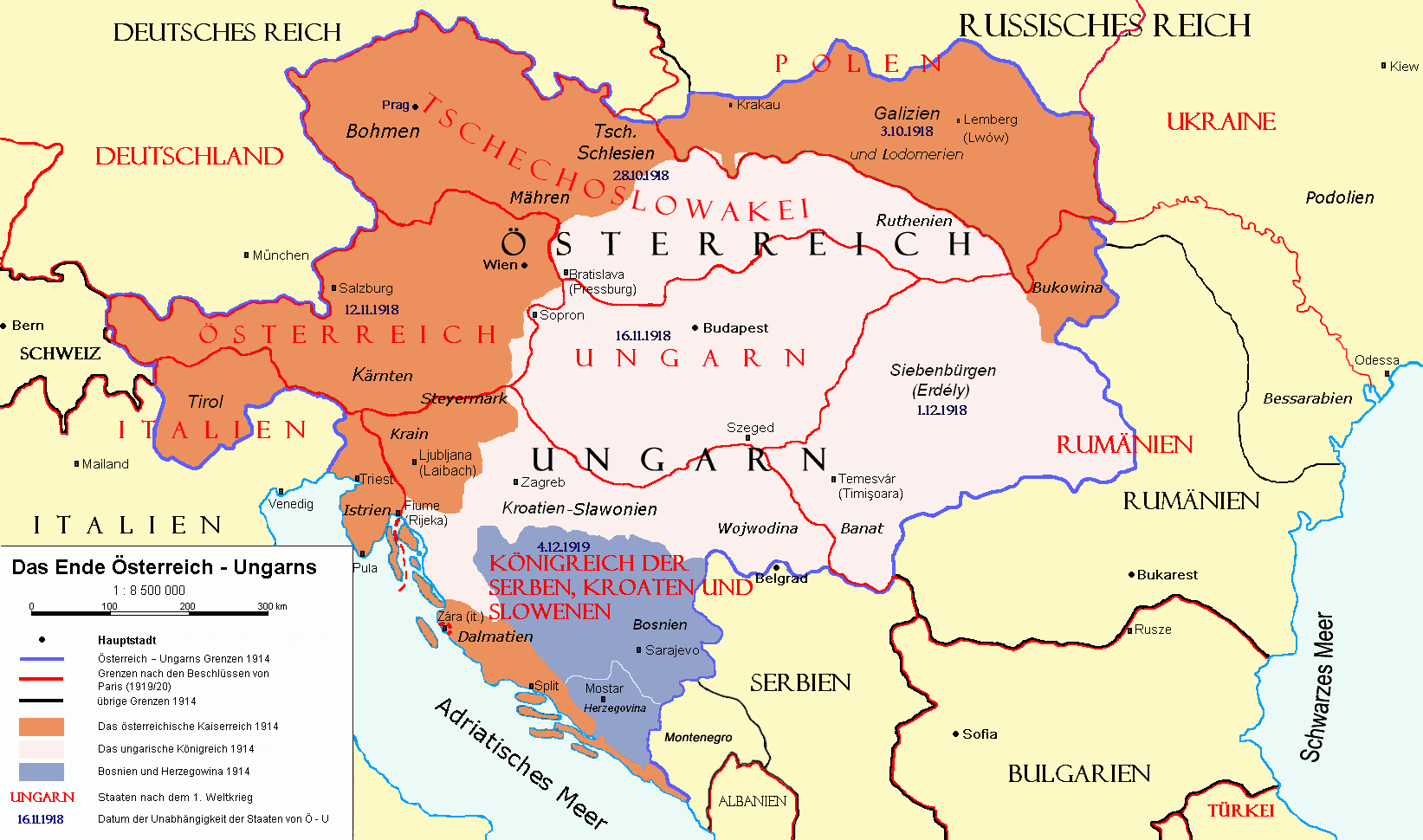
オーストリア＝ハンガリー帝国の解体
オーストリア帝国1914年
ハンガリー王冠領 1914年
ボスニア・ヘルツェゴビナ 1914年

1918年、第一次世界大戦に敗北してドイツ帝国とオーストリア＝ハンガリー二重帝国が崩壊した。民族自決による旧オーストリア帝国領内の諸民族の独立は、2つのドイツ人国家間の主導権争いと非ドイツ系民族の問題を解消させることとなり、再度「大ドイツ主義」によるドイツ統一の希望を抱かせることになった。特に工業生産力の高いチェコ(とりわけボヘミア)の独立はオーストリア共和国を経済的に脆弱にし、経済的な自立は極めて困難と考えられ、ドイツとの合併以外には生存方法はないと考えられるようになっていた。
1918年11月に成立したオーストリア第一共和国の臨時国民議会ドイツ系オーストリアはドイツ共和国の一構成部分であるという決議を全会一致で行い（この点に関してのみは右派も左派も一致した見解であった）、オーストリア社会民主党のカール・レンナー首相も講和の条件としてこの問題を取り上げた。また、1919年7月31日にヴァイマル共和政下のドイツで採択されたヴァイマル憲法にも、将来のオーストリアと併合をほのめかす条文があった。
ところがフランスやイタリアなどは、ドイツとオーストリアの合邦はドイツの強国化を招くとして反対した。一部には「民族自決は敗戦国にも当然の権利として許されるのではないか」とする意見もあったが、結局ドイツとオーストリアの合併は認められなかった。さらに1919年6月28日のヴェルサイユ条約80条、9月10日のサン＝ジェルマン条約88条によって合邦の禁止は明文化された。
一方、連合国はオーストリアが独立を維持できるための措置も取り、1922年10月4日、国際連盟の斡旋でオーストリア首相イグナーツ・ザイペルと4ヶ国（イギリス・フランス・イタリア・チェコスロヴァキア）は、ジュネーヴ議定書を締結した。これによりオーストリアは6億5000万クローネ（3000万英ポンド）の国際借款を得た。しかし「（オーストリア政府は）独立を直接ないし間接的に危険にすると考えられるいかなる交渉も、いかなる経済的ないし金融的義務も持たない」という条件がつけられ、アンシュルスにつながる可能性のある経済的結合も禁止された。
国際条約では禁止されたものの実際の政策では独墺間で法律・税制・交通・通信などの共通化政策が進められ、両国においてアンシュルスを求める動きは残っていた。1925年に設立されたオーストリア＝ドイツ民族同盟（独: Österreichisch-Deutsche Volksbund）やオーストリア＝ドイツ活動共同体（独: Österreichisch-deutsche Arbeitsgemeinschaft）はその代表格であり、独墺両国にまたがるアンシュルス運動を行っていた。

## 「独墺関税同盟」事件
1920年代のオーストリアはキリスト教社会党を率いるイグナーツ・ザイペル（イエズス会聖職者）と同党の支持を受けた官僚のヨハン・ショーバー（元ウィーン警察長官）の2人の指導者が、交互に政権を交代しながら、オットー・バウアー率いるオーストリア社会民主党と対峙するという時代が続いた。世界恐慌の余波を受けた総選挙で社会民主党が台頭し、弱体したキリスト教社会党政権で外相として入閣していたショーバーはドイツとの関税同盟（輸出入関税の廃止）によってドイツとオーストリアを一体とした経済圏とすることでこの危機を乗り越えようと考え、ドイツ側の了承も得て秘密交渉を続けていた。
1931年3月、このニュースが新聞によって洩らされると、国内ではオーストリア政府と敵対する社会民主党や護国団までが賛同の意思を表明するなど、支持が広がった。しかしジュネーヴ議定書4ヶ国のうち、フランス・イタリア・チェコスロバキアがこれを「経済的な合併」、即ち実質的なアンシュルスと見なして議定書違反であると抗議した。オーストリアとドイツは合併ではなくリヒャルト・クーデンホーフ＝カレルギーの唱えた「汎ヨーロッパ主義」に基づくものと反駁した。この問題は国際連盟の理事会や国際司法裁判所に諮られることとなったが、それ以前にフランスが大規模な経済制裁を発動し、これがきっかけに5月8日オーストリア最大の銀行である「クレジット・アンシュタット」が破綻した。これがヨーロッパにおける恐慌を一層激化させることを恐れた他のヨーロッパ諸国の奔走によって、3億シリングの追加借款案が提案され、その結果9月3日ショーバーは同盟交渉の断念を発表したのである。
だが、この結果ショーバーはこの混乱下で社会民主党や護国団を加えた挙国一致内閣を組織しようとして失敗したザイペルとともにキリスト教社会党の保守派から糾弾を受けて失脚してしまった。代わってキリスト教社会党の指導的立場にたったのは、ザイペルの直弟子を自称する若きエンゲルベルト・ドルフースであったが、社会民主党が関税同盟交渉の失敗を政府の弱腰外交に帰したために2大政党の関係はもはや修復不能の状態となり、新たな勢力であるナチズムの台頭を促すことになった。
- イグナーツ・ザイペル
- ヨハン・ショーバー（ドイツ語版）
- オットー・バウアー

## ドルフース政権下におけるアンシュルスの否定

### オーストリア・ナチスの伸長とドルフースによる弾圧

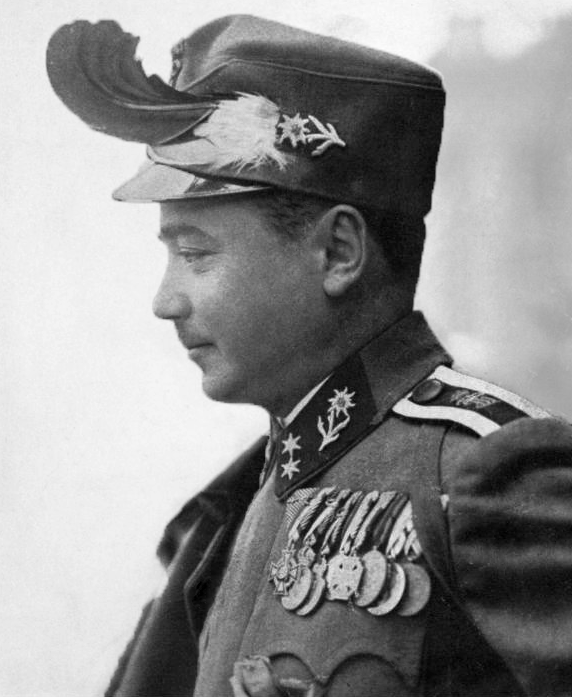
エンゲルベルト・ドルフース

ドイツにおいて多くの国民から支持を受け、議席および勢力の拡大を続けていたナチスの活動はオーストリアにも波及してきた。1932年の地方選挙において、「オーストリアの国家社会主義ドイツ労働者党 - ヒトラー運動」（オーストリア・ナチス）は既存の右派集団である護国団を上回る実力を見せ、一方護国団の一部が暴走してクーデター計画を立てて失敗したことによって、保守的・反共的な思想の人々の支持が急速にナチスに移りつつあった。
1933年、ドイツで（オーストリア生まれの）ヒトラー政権が誕生すると、その支援を受けたオーストリアのナチス党員が公然と暴力によるオーストリアの政権奪取とドイツへの併合を主張し始めた。6月19日にはクレムス・アン・デア・ドナウで手榴弾攻撃が行われたことによってオーストリア・ナチスとその関連団体は禁止された。
キリスト教社会党と護国団を基盤としたドルフース政権は1934年の2月内乱をきっかけに、オーストリア社会民主党とナチスの弾圧に動いた。そして、いわゆるオーストロファシズム体制と呼ばれる一種のカトリックの権威に基づいた権威主義体制を打ち立てた。これには、ドイツと友好的な関係を持ちつつも、ドイツによるオーストリア併合に反対するイタリアのムッソリーニの支援があった。また、ハンガリー王国のゲンベシュ・ジュラ首相もドイツ・オーストリア・イタリアを調停する動きを見せていたが、あくまでオーストリア・ナチスの解禁とドイツによるアンシュルスが行われないことを前提としていたものであった。
1934年6月12日、ヒトラーはムッソリーニとの会談でアンシュルスは差し迫った問題ではないと釈明する一方で、反ナチスであるドルフースは替えるべきであると述べたが、ムッソリーニは拒絶した。

### ドルフース暗殺

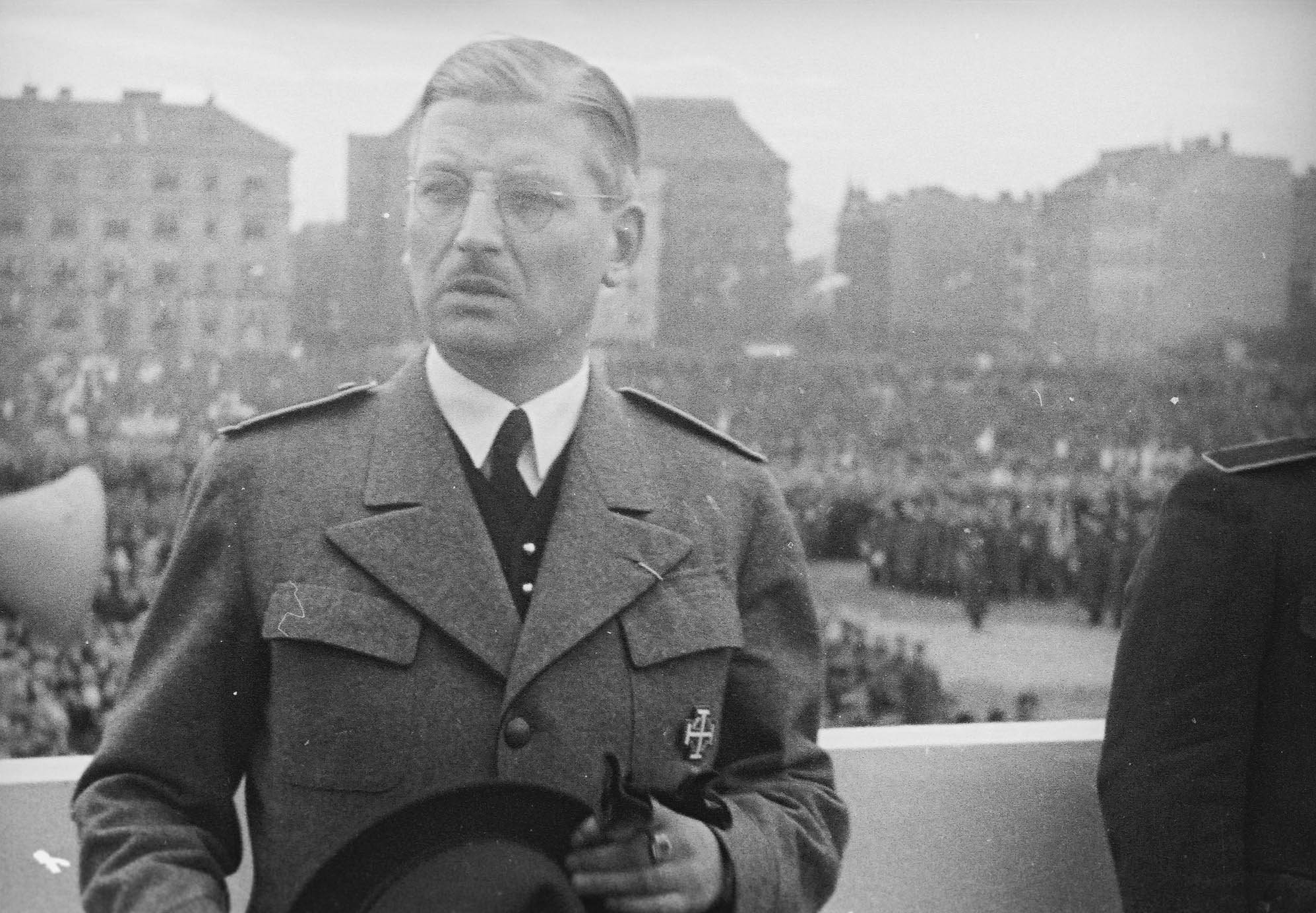
クルト・シュシュニック

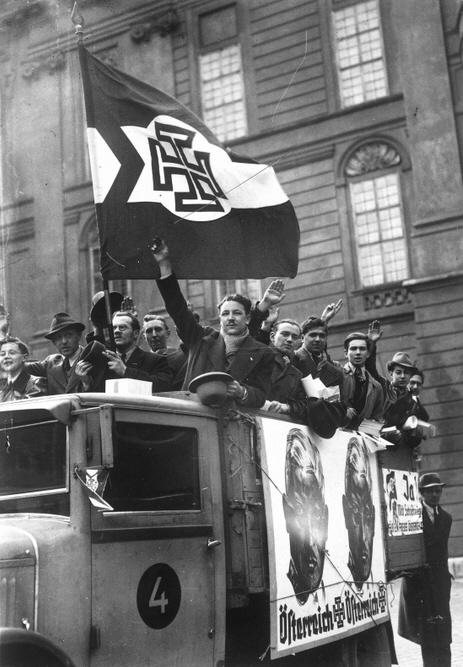
シュシュニック政権を支持するキリスト教社会党員（1934年）

1934年7月25日、オーストリア・ナチスは首相官邸を襲撃してドルフース首相を殺害し、親ナチス派アントン・リンテレン元文相の組閣を要求するクーデターを起こした。このクーデターはヴィルヘルム・ミクラス大統領から全権を委任されたクルト・シュシュニック教育相に鎮圧された。オーストリア国内にはナチスへの嫌悪感が高まり、却って今まで国内に存在していた「ドイツとの合併」論を吹き飛ばしてしまった。また事件が発生した直後、イタリアは国境地帯に4個師団を集結させており、ドイツの介入を牽制した。ムッソリーニのヒトラーに対する心証も悪化し、ヒトラーを口を極めて罵っている。ヒトラー自身はこのクーデター計画を知らされておらず、オーストリア・ナチスの指導者であったテオドール・ハビヒトを解任し、首相経験者でカトリック教徒でもあったフランツ・フォン・パーペン副首相をオーストリア公使に任命し、事態の収拾に当たった。

## ドイツによる併合

### ドイツによる圧力

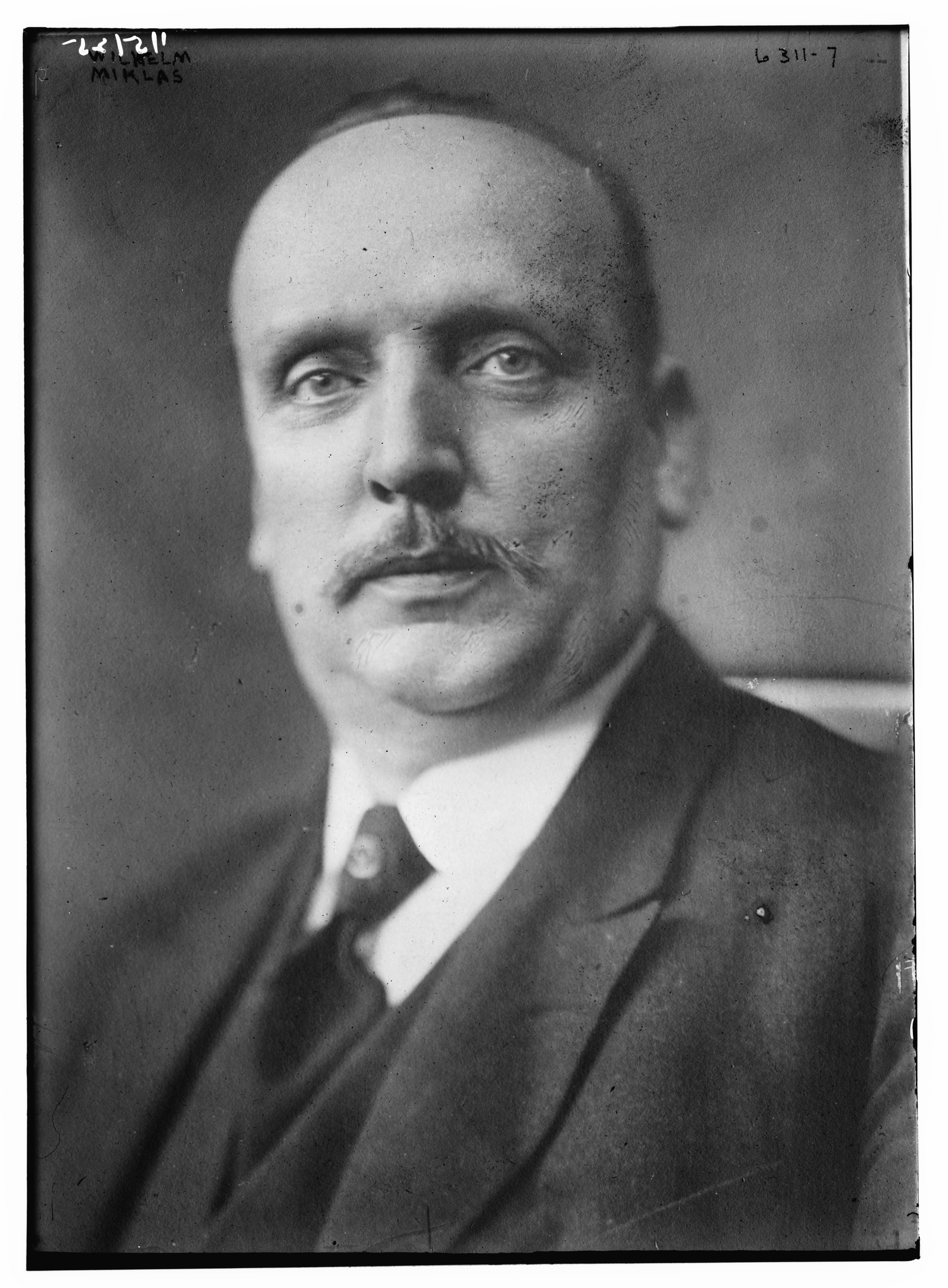
ヴィルヘルム・ミクラス大統領

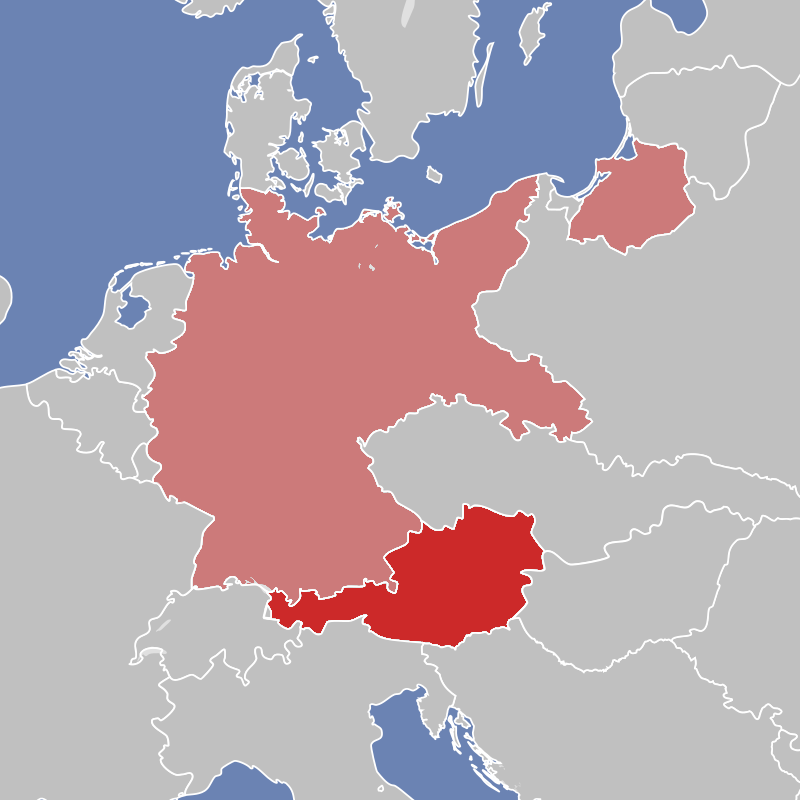
合邦時点における（薄い赤色）と（濃い赤色）の国土
（1938年3月13日）

だが、国際情勢は推移し、ドイツ側に有利な情勢となった。1935年に英独海軍協定が結ばれて以降、イギリスはヒトラーとの「宥和政策」を外交の基本路線とするようになった。イタリアもまたエチオピア侵攻による国際的な孤立から、ドイツと協調するベルリン・ローマ枢軸路線に転換し、オーストリア問題から手を引きつつあった。これを好機とみたヒトラーはシュシュニックに対して攻勢に出た。1936年7月11日、独墺協定が結ばれ、表面上はドイツはオーストリアの独立を認めるとしながらも内実はオーストリア・ナチスへの恩赦と政治参加を容認させるものとなった。さらに護国団の指導者であるエルンスト・シュターレンベルクがこの協定に反対すると、11月にシュシュニックは護国団を解散させた。
1938年2月12日にベルヒテスガーデンでヒトラーとシュシュニックは会合を行い、ヒトラーはオーストリアを保護下に置くための幾つかの要求を行った。ヒトラーの要求は到底受け入れられるものではなかったが、結局シュシュニックは2月18日にオーストリア・ナチスに転向していたアルトゥル・ザイス＝インクヴァルトを内務大臣に任命する。だが、既にオーストリア国内ではオーストリア・ナチスが公然と政府打倒とドイツへの併合を求める動きを開始していた。
シュシュニックには、奥の手として暖めておいた秘策があった。それは国民投票を実施してオーストリア国民に「ドイツとの合併」か「自主独立」か選択させ、正面からヒトラーの要求を拒絶することであった。ドルフース前首相暗殺以来のドイツ側による様々な圧力に国民の反感が高まっており、実施されれば「自主独立」の選択が確実であった。更にかつてドルフースが非合法化したオーストリア社会民主党とも極秘に交渉し、国民投票への協力と引き換えに非合法化の取消を約束した。
これを知ったヒトラーは激怒して国民投票の中止とザイス＝インクヴァルトへの首相職移譲を要求する一方、3月10日にオーストリア制圧作戦『オットー』を発動した。3月12日にドイツ国防軍を越境させ、実力でオーストリア国土を占領する計画であった。この情報はオーストリアに漏れ、政府に衝撃を与えた。3月10日午後4時、シュシュニックは国民投票の中止と総辞職に追い込まれ、「屈服」の意をラジオで放送した。シュシュニックはザイス＝インクヴァルトを後継に推薦したが、ミクラスは承認を渋った。しかし、「屈服」放送に勢いづいた各地のオーストリア・ナチス党員は、ウィーン、リンツ、グラーツ、インスブルックなどの地方政府の施設にハーケンクロイツ旗を掲揚するなどした。この間ドイツはザイス＝インクヴァルトに「派兵要請」を打電するように迫り、ザイス＝インクヴァルトは午後9時45分に派兵要請を打電させた。12日になる少し前、ミクラスはついにザイス＝インクヴァルトを首相に指名した。

### オーストリア消滅

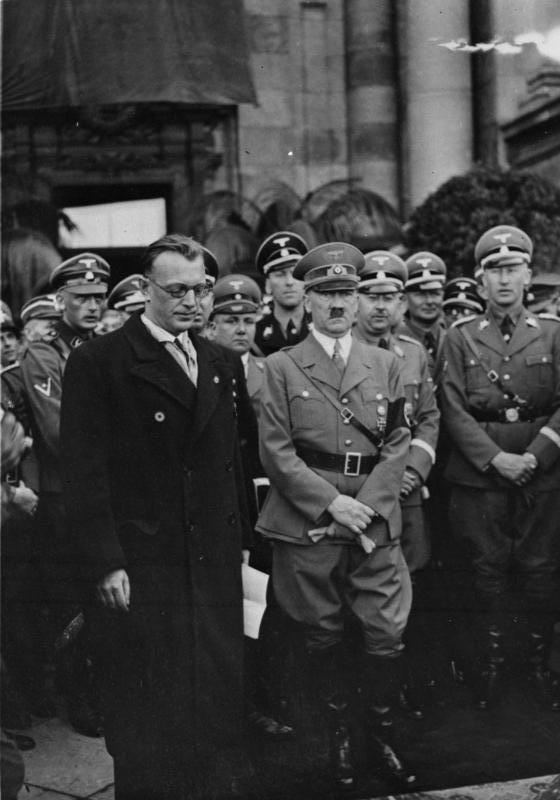
ザイス＝インクヴァルトとヒトラー
_{1938年、ウイーンにて}

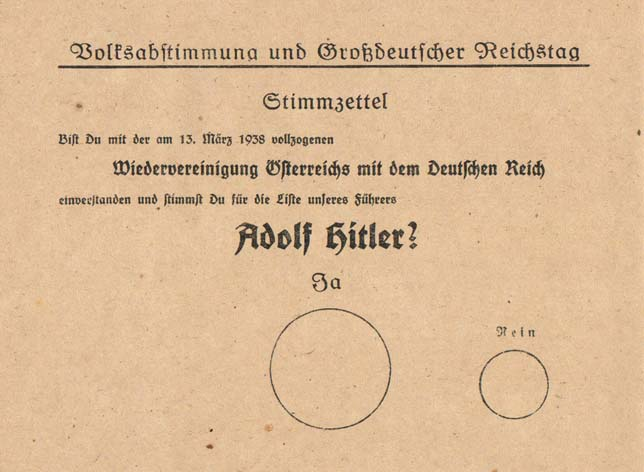
アンシュルスを問う民族投票用紙。
_{「あなたは1938年3月13日に制定されたオーストリアとドイツ国の再統一に賛成し、我々の指導者アドルフ・ヒトラーの党へ賛成の票を投ずるか？」と書かれている。中央の目立つ記入欄の上に「はい」、右端の小さな記入欄の上に「いいえ」とあり、始めから賛成を前提としていることが分かる。}

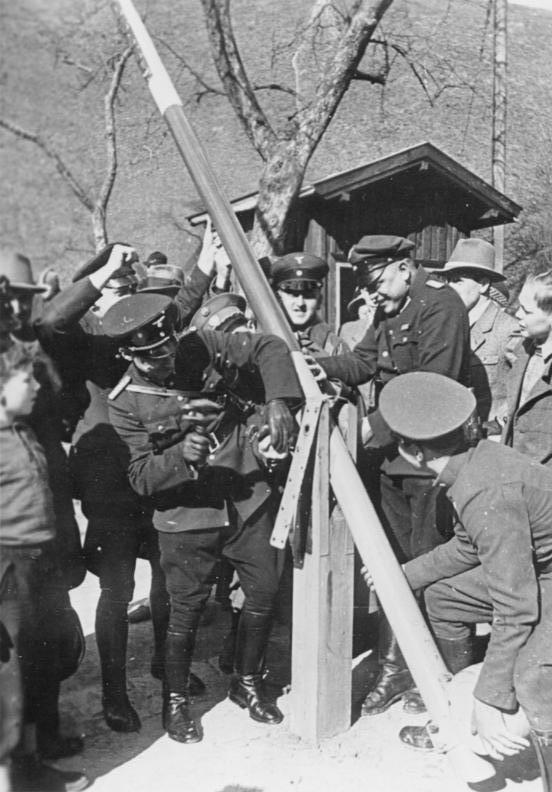
独墺国境のゲートを撤去する両国の国境警備官

3月12日午前8時、ドイツ軍の進駐が開始された。ドイツ軍は各地で熱狂的な歓迎を受け、そのため進軍速度が鈍ることもあった。首相となったザイス＝インクヴァルトは、続いて名目上の国家元首であるミクラス大統領に対して、ドイツとの合併協定を締結するように迫った。ミクラスはこれを拒絶して辞職したため、ザイス＝インクヴァルトは大統領の権限も代行することになった。ただし、ミクラスは戦後に自分は辞意を表明した事はなく、ザイス＝インクヴァルトが一方的に宣言したものであり、彼を首相に任命してもいないと証言している。
1938年3月13日、ザイス＝インクヴァルトはウィーンに迎えたヒトラーの目の前でオーストリアを新たなドイツの州・オーストリア州（Land Österreich）とする法案「ドイツ国とオーストリア共和国の再統合に関する法律」を起草して署名を行った。
4月10日、ヒトラーとザイス＝インクヴァルトは独墺両国で合邦の是非を問う「国民投票」を行い、99％の合邦賛成票を集めた。これにより、オーストリアはドイツに併合されてオーストリア州となり、ザイス＝インクヴァルトはオストマルク州総督に就任した。イタリアや日本、フランスなどの列強は直ちにウィーンの大使館を領事館に格下げして、事実上の併合を認めた。
かつて、ドイツとオーストリアの合併に反対したフランスなどは20年前にドイツ系オーストリアのドイツへの合併を認めなかったのは民族自決の原則に反した歴史的な過ちであったと主張して、20年前とは全く逆の論理でオーストリアを突き放した。
なお、アンシュルスを期に、オーストリアの車両の通行側は左側通行からドイツ同様の右側通行に変更されている。

## アンシュルスの幻想と呪縛からの脱却

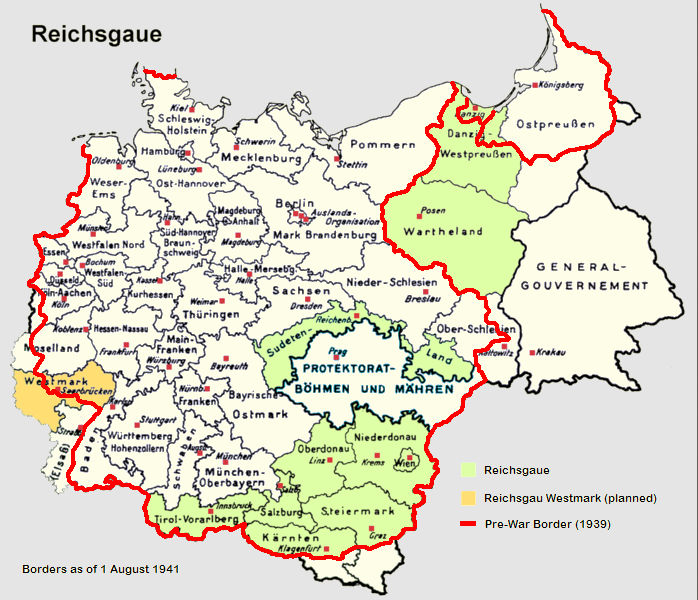
ドイツの中のオストマルク（1941年）
_{行政区分としては、ケルンテン (Kärnten)、下ドナウ (Niederdonau)、上ドナウ (Oberdonau)、ザルツブルク (Salzburg)、シュタイアーマルク (Steiermark)、チロル＝フォアアールベルク (Tirol-Vorarlberg)、及びウィーン (Wien) の各帝国大管区に細分化されていた。}

国家社会主義ドイツ労働者党（ナチス）とドイツ国家社会主義労働者党の主導で実現した独墺合邦は、オーストリア人の民族意識に重大な影響を与えた。
「第一共和国」と称されたこの時期のオーストリアにあって、オーストリアへのプロテスタントの侵入を危惧する一部のカトリック保守派を除けば、ほとんどのオーストリア国民にとってドイツとオーストリアの統一は悲願であった。それは大ドイツ主義に基づく発想で、社会民主党のカール・レンナーや対立する保守派のドルフース、シュシュニックにも共通した考えであった。あくまでも彼らは（それぞれの立場から見た）「ドイツの伝統の継承者」と自負するオーストリアが異質なナチスによって飲み込まれて行くことに対して反対し続けていた。

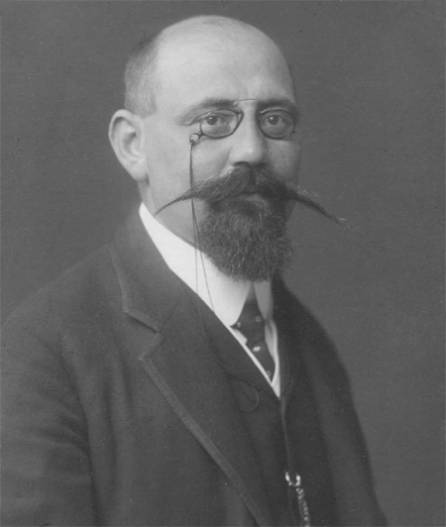
カール・レンナー

そして、当時の彼らには独自の国家として「オーストリア」が存在し続けることや「オーストリア」という国家に愛国心を持つことなどは全く思いもよらないことであった。なぜなら、オーストリアの人々が愛国心を抱いていた対象は、あくまで「大ドイツ主義によって形成されるドイツ国家」か、或いは彼らがかつて実際に暮らしていた1918年以前のオーストリア＝ハンガリー帝国に向けられたものであったからである。例えば、「第一共和国」は成立から1919年まで正式な国名として「ドイツ＝オーストリア共和国」 (Republik Deutschösterreich) を採用していたし、「第一共和国」時代のオーストリアの国歌だった「ドイツ・オーストリア、汝壮麗の国よ」（1920年 - 1929年）で「ドイツ＝オーストリア」、「終わり無き祝福あらんことを」（1929年 - 1938年）で「ドイツの地」 (Deutsche Heimat) という詞を歌っていたことから、実際にドイツ軍がオーストリアに入った際に、「大ドイツ主義によって形成される「ドイツ」国家」への愛国心から、合併に賛成する投票行動に出た。
だが、オーストリア人の「統一ドイツ」に対する期待とは裏腹に、オーストリア人は現実の独墺合邦で一方的な犠牲を強いられた。当時のドイツではナチスが強制的同一化政策を全国で実施しており、ナチス・ドイツ統治下のオーストリアではその一環としてハプスブルク帝国以来のオーストリアを根本的に否定する政策が取られた。オーストリア州の行政機関はオストマルク法により1939年4月から7つの帝国大管区へと再編され、帝国大管区を総称する「オーストリア（エスターライヒ）」という地名は、1940年にプロパガンダ的な名称 (Propagandabezeichnung) の「オストマルク」（オストマルク帝国大管区群）、更に1942年にドナウ＝アルプス帝国大管区群 (Donau und Alpenreichsgaue) へと改称させられた。また、合併直後、多くのユダヤ人や社会民主主義者、自由主義者や反ナチス的な愛国主義者、知識人などが逮捕され、収容所に送られるか、処刑された。粛清の嵐はオーストリア軍にも及び、最後まで合併に反対し続けたヴィルヘルム・ツェーナー将軍が暗殺された他、「サウンド・オブ・ミュージック」で有名なゲオルク・フォン・トラップ少佐のようにオーストリアから亡命する者もいた。ナチス・ドイツのオーストリア統治は、政治的にも経済的にもドイツ本土への従属性を強化する一方、オーストリア人をドイツ人の中でも落ちこぼれの「二流市民」として扱う結果となった。このため、ユダヤ人抹殺（ホロコースト）など、ドイツ人が直接関りたくない仕事などに動員されたり、その一方でドイツ人としてのアイデンティティ確立のために、自ら積極的にナチスに忠誠を誓う者もいた。またナチス親衛隊の特殊部隊であるフリーデンタールの指揮官オットー・スコルツェニーもオーストリア出身である。そもそも、ヒトラー自身がオーストリア出身者であった。
第二次世界大戦とドイツによる支配の中で、オーストリア人は「自分達がドイツ人ではなくオーストリア人である」というナショナル・アイデンティティーを初めて抱くことになった。また、連合国は1943年にモスクワ宣言を発表し、オーストリアを「ヒトラーの侵略政策の犠牲となった最初の自由国」であるとする一方、オーストリアの戦争に対する責任追及はオーストリア自身がどの程度解放に関与したのかに影響されるとした。そのため、大戦末期のウィーン攻勢敗北でドイツ軍がオーストリアから撤退し、連合国軍の分割占領下でカール・レンナーを首班として再度オーストリアを再興することになった時、「オーストリア人によるオーストリア国家の建設」へと動き出すことになる。何より冷戦開始に伴い、ドイツと同様に東側・西側両陣営による分割の危機さえあったオーストリアを単一の国家として再建させるためには、あくまでもオーストリアは「ドイツによる侵略の最初の犠牲者」という立場でいなければならなかった。このため第二次世界大戦における「オーストリア人の戦争責任」の問題は、戦後長年にわたってオーストリア国内ではタブー視され、この問題が本格的にオーストリア国内で議論されるようになるのは冷戦終結後のことである。
なお、1955年のオーストリア再独立の際に連合国とオーストリアが調印したオーストリア国家条約では、オーストリアとドイツの合併は永久的に禁止されている。また、欧州連合による欧州統合が進められ、オーストリアとドイツはもちろんのこと、他の欧州諸国との国境の意味合いまでもが失われつつある現状において、ドイツと合併する必要性も既にない状態である。ただし一方では、2000年から2006年までオーストリア国民党（キリスト教社会党の後身）のヴォルフガング・シュッセルがドイツ民族主義を唱える極右政党オーストリア自由党と連立を組むなど、オーストリア国内ではドイツ民族主義が台頭してきている。2013年にオーストリア国民を対象として行われた世論調査では、4割がナチス政権下の生活はそこまで悪くなかったとし、6割が強い人が政府を動かすべきであり、5割以上がナチス党が再び認められれば非常に高い確率で議席獲得すると信じているという結果が出るなど、「『ドイツ人』か『オーストリア人』か」という問題やナチスに対する評価は今でもオーストリアに影を落としている。

## 死刑制度
オーストリアは、併合と独立によって死刑制度の復活と廃止を繰り返すことになった。
オーストリアは1919年に死刑を廃止していたが、ドイツに併合されると再び死刑制度が復活した。死刑制度廃止以前には絞首刑が行われていたが、併合後はドイツ式のギロチンによる死刑が行われるようになった。併合されていた間の死刑執行件数は過去200年分を上回るほどになった。
死刑制度は、戦争犯罪者を処刑するために連合軍軍政下でも残り、新たに任命された死刑執行人を教育するためにイギリスからアルバート・ピアポイントが呼ばれた。この時期の死刑は絞首刑に戻り、1950年6月30日に再度死刑制度が廃止されるまで行われた。最後の死刑囚は、強盗殺人で有罪となり、1950年3月24日に刑が執行されたヨハン・トルンカであった。